# Храм Зелёной Козы

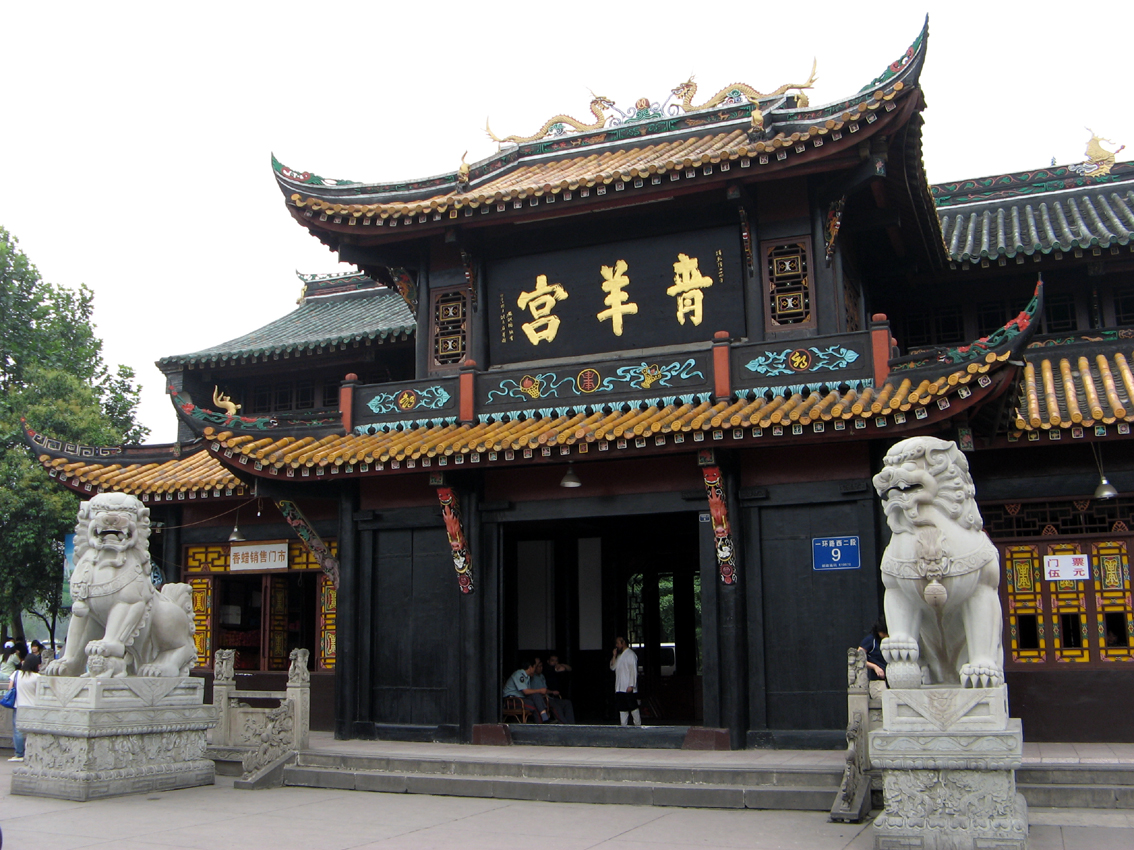
Qingyang Gong (Храм зелёной козы)

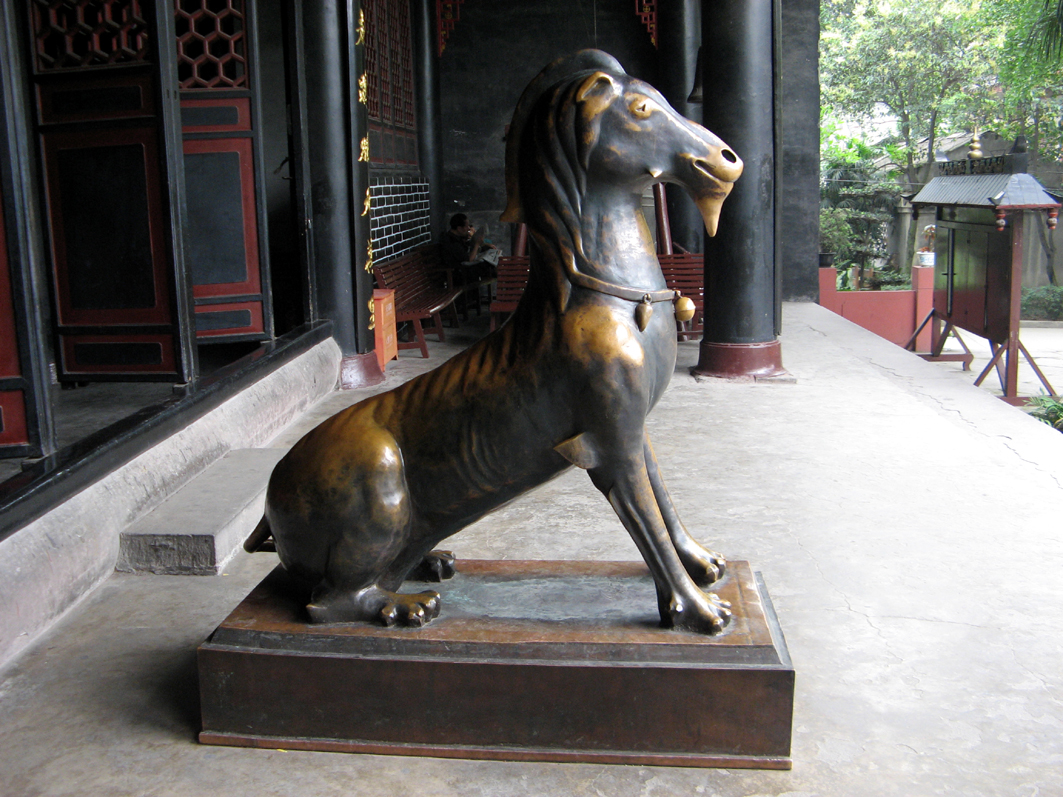
Чёрная коза

Храм Зелёной Козы (Цинъян-гун, кит. трад. 成都青羊宫, пиньинь 成都青羊宫, палл. Chengdu Qingyang gong, буквально: «Цинъян-гун»)- знаменитый даосский храм в городе Чэнду, Сычуань. Храм относится к школе Цюаньчжэнь. Основание храма восходит к династии Тан, однако храм в современном виде происходит со времён династии Цин.
Название храма связано со словами Лао-цзы который на быке направился на запад — «ищи зелёную козу после тысячи дней практики даосизма». Ученик Лаоцзы Инь Си (хранитель пограничной заставы) следовал указаниям и обнаружил зелёную козу там где позднее был основан храм.
Примечателен восьмигранный павильон Восьми Триграмм (Bagua ting 八卦亭) двадцатиметровой высоты с фигурой Лао-цзы на быке внутри небольшого зала, дворец украшен золотыми драконами.
Дворец Трёх Чистых (Sanqing dian 三清殿, см. «Трое чистых») посвящён трём высшим божествам, перед входом во дворец стоят две бронзовые козы. При детальном рассмотрении «козы» составлены из элементов всех животных китайского 12-летнего цикла, например, у них когти как у тигра.
Другие сооружения на территории храма — зал Линцзу (灵祖殿), зал триграмм Цянь и Кунь (Qiankun dian 乾坤殿), дворец Доулао (Doulao dian 斗姥殿), и дворец Танского Императора (Tangwang dian 唐王殿) на холме.
На территории храма имеется старая керамическая печь, имеющая историческое значение.